# Rue de Saint-Cyr
La rue de Saint-Cyr (en occitan : carrièra de Sant Cirq) est une voie de Toulouse, chef-lieu de la région Occitanie, dans le Midi de la France.

## Situation et accès

### Description
La rue de Saint-Cyr est une voie publique. Elle se trouve au nord du quartier quartier Saint-Georges.
Elle naît perpendiculairement à la rue Maurice-Fonvieille. Rectiligne, orientée au nord, longue de 57 mètres et large de 7 mètres, elle se termine au carrefour de la rue Labéda.
La chaussée compte une voie de circulation automobile en sens unique, de la rue Maurice-Fonvieille vers la rue Labéda. Elle appartient à une zone de rencontre et la vitesse y est limitée à 20 km/h. Il n'existe ni bande, ni piste cyclable, quoiqu'elle soit à double-sens cyclable.

### Voies rencontrées
La rue de Saint-Cyr rencontre les voies suivantes, dans l'ordre des numéros croissants :
1. Rue Maurice-Fonvieille
2. Rue Labéda

### Transports
La rue de Saint-Cyr débouche sur la rue Labéda, parcourue et desservie par la navette Ville. Elle se trouve également à proximité des allées Jean-Jaurès, où se trouve la station du même nom, sur les deux lignes de métro  . En correspondance se trouvent, sur les boulevards de Strasbourg et Lazare-Carnot, les arrêts des lignes de Linéo L1L8L9L14 et de bus 152329Aéroport.
Plusieurs stations de vélo en libre service VélôToulouse se trouvent le long du boulevard Lazare-Carnot : les stations no 20 (69 boulevard Lazare-Carnot) et no 21 (63 boulevard Lazare-Carnot).

## Odonymie

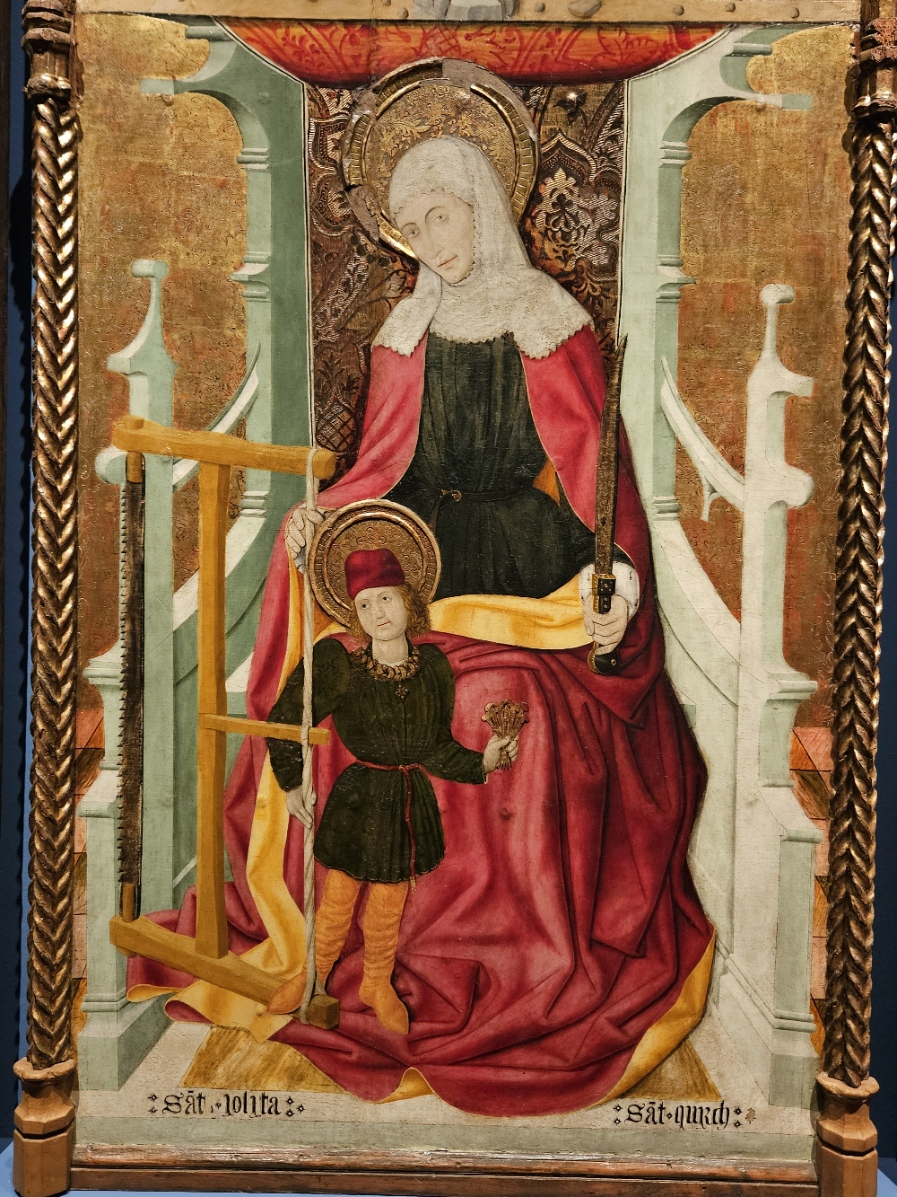
Détail du retable de saint Cyr et sainte Julitte, par Pierre Garcia de Benavarre (vers 1456-1458,).

À la fin du Moyen Âge, au XVe siècle, la rue est désignée comme la rue ou le canton de Nouailles : canton de Noailhas en occitan médiéval (1478), ruelle dite de Noalhes en français (1550). Il lui venait peut-être d'un certain Azémar de Noalhes, capitoul en 1459-1460 et en 1471-1472, qui habitait près de la place Saint-Georges (emplacement de l'actuel no 7 rue d'Astorg). À partir du XVIIe siècle, elle est plutôt désignée comme la rue des Trois-Mulets : une auberge de ce nom se trouvait effectivement dans cette rue. En 1794, pendant la Révolution française, elle devint la rue Laborieuse, sans que cette nouvelle appellation subsiste. En 1870, la rue prit le nom du conservatoire de musique, dont la construction venait de s'achever (ancien no 2).
Finalement, en 1997, à la suite du changement de nom de la rue Saint-Cyr, devenue rue Pierre-Baudis, et du déménagement du conservatoire dans ses nouveaux locaux de la rue Alexis-Larrey (actuel no 17), la rue du Conservatoire prit son nom actuel. D'ailleurs, la basilique Saint-Sernin conserve des reliques de Cyr de Tarse, jeune enfant martyrisé avec sa mère Julitte vers 304, lors de la persécution de l'empereur Dioclétien : ils sont conservés dans une châsse et un buste-reliquaire, réalisés en 1460 et 1463 grâce à des donations de l'archevêque de Toulouse, Bernard du Rosier

## Histoire

### Époque contemporaine
En 1812, la démolition du rempart permet le prolongement de la rue jusqu'à la rue Neuve-Saint-Aubin (actuelle rue Labéda). Cette opération s'inscrit dans le cadre de l'aménagement d'un véritable quartier autour de la nouvelle place (actuelle place du Président-Thomas-Woodrow-Wilson) dont les premiers projets datent de la fin du XVIIIe siècle et dont les travaux, commencés en 1804, se poursuivent durant la première moitié du XIXe siècle.
C'est vers 1840 que Jean-Baptiste Dutemps (1772-1847), entrepreneur et adjoint au maire, et surtout propriétaire de plusieurs terrains entre la place – qui a pris le nom de Lafayette – et la rue Neuve-Saint-Aubin, fait édifier plusieurs établissements de loisirs : des Bains (emplacement de l'actuel no 2 rue de Saint-Cyr), l'hôtel des Bains (emplacement de l'actuel no 5 rue Labéda) et une salle de spectacle, le Petit Casino (emplacement de l'actuel Pathé Wilson, no 3 place Wilson).
En 1850, l'architecte Urbain Vitry est chargé de la construction du bâtiment des Messageries du Midi et du Commerce (emplacement de l'actuel no 2 rue de Saint-Cyr), dont le siège se trouvait dans la rue Lafayette (emplacement de l'actuel no 21), une des deux principales entreprises assurant le transport de passagers par diligence.
En 1866 et 1867, le conservatoire de musique et de déclamation est construit, à son tour. Une école de musique de la ville, fondée en 1820, avait connu un fort développement : devenue en 1840 une succursale du conservatoire national de Paris, recevant un nombre croissant d'élèves – 300 en 1870 – et se trouvant à l'étroit dans les locaux du Capitole (emplacement de l'actuel square Charles-de-Gaulle), il est décidé de le transférer dans la rue des Trois-Mulets.
En 1960, l'École hôtelière des Pyrénées (actuel lycée des métiers de l'hôtellerie et du tourisme d'Occitanie), créée en 1916 dans la rue Saint-Étienne (actuel no 26 rue Croix-Baragnon), s'installe dans la rue du Conservatoire, à la suite de la démolition des anciens hôtel des Bains Dutemps (emplacement de l'actuel no 2). L'établissement, qui propose des formations dans le secteur de l'hôtellerie et de la restauration, ouvre un hôtel-restaurant d'application, l'Occitanie-Hôtel (emplacement de l'actuel no 5 rue Labéda). À partir des années 1980, elle accueille également l'Institut national d'hôtellerie et de tourisme, ainsi que le GRETA Garonne.
En 1998, l'École hôtelière des Pyrénées déménage dans de nouveaux locaux, entre la voie du TOEC et la rue de l'Abbé-Jules-Lemire. En 2000, les bâtiments sont acquis par le Gaumont Wilson, qui souhaite s'agrandir : en 2001, ils sont démolis et remplacés par un nouveau complexe, construit entre 2001 et 2003, permettant au Gaumont Wilson de doubler le nombre de salles de projection,. En rez-de-chaussée, du côté des rues Labéda, du Conservatoire et Maurice-Fonvieille, des espaces sont réservés pour l'aménagement de commerces et de restaurants, tels que le Cinecitta (actuel no 5 rue Labéda). En 2015, le Gaumont Wilson récupère les espaces dévolus au restaurant l'Opéra Bouffe – qui a succédé au Cinecitta en 2012 – pour y aménager deux salles supplémentaires.

## Patrimoine et lieux d'intérêt

### Théâtre de la Cité
Le théâtre de la Cité occupe une vaste parcelle limitée par la rue Labéda (actuel no 3), la rue Pierre-Baudis (actuel no 1), la rue Maurice-Fonvieille (actuel no 5) et la rue de Saint-Cyr (actuel no 2). L'espace est occupé, jusqu'en 1992, par le conservatoire de musique de la ville, déménagé cette année dans les bâtiments de l'ancien hôpital Larrey (actuel no 17 rue Alexis-Larrey). On y trouvait aussi l'annexe du collège Michelet, permettant aux élèves en horaires aménagés de suivre les enseignements du conservatoire,.
Le projet de nouveau théâtre est confié à l'agence SAREA Alain Sarfati Architecture. Le bâtiment, de style post-moderne, utilise le verre, le béton, mais aussi la brique et la pierre en parement. Il intègre des éléments des bâtiments plus anciens, tel le portail du conservatoire de musique, élevé entre 1866 et 1867 sur les plans de l'architecte Urbain Vitry. Bâtie en brique claire, elle est représentative de l'architecture néo-classique toulousaine. Elle se développe sur cinq travées, séparées par de grandes arcades qui réunissent le rez-de-chaussée et l'étage. Au rez-de-chaussée, l'ancienne porte du conservatoire est centrale. Rectangulaire, elle est surmontée d'un fronton triangulaire. Dans les travées latérales, les fenêtres rectangulaires sont doubles et surmontées de corniches moulurées. À l'étage, les hautes fenêtres sont en plein cintre et surmontées de fines corniches. La façade est couronnée d'une corniche à denticules.